# Olympische Sommerspiele 1952/Ringen
Bei den XV. Olympischen Sommerspielen 1952 in Helsinki fanden 16 Wettbewerbe im Ringen statt, je acht im Freistil und im griechisch-römischen Stil. Austragungsort war die Messuhalli (Messehalle) im Stadtteil Töölö.

## Bilanz

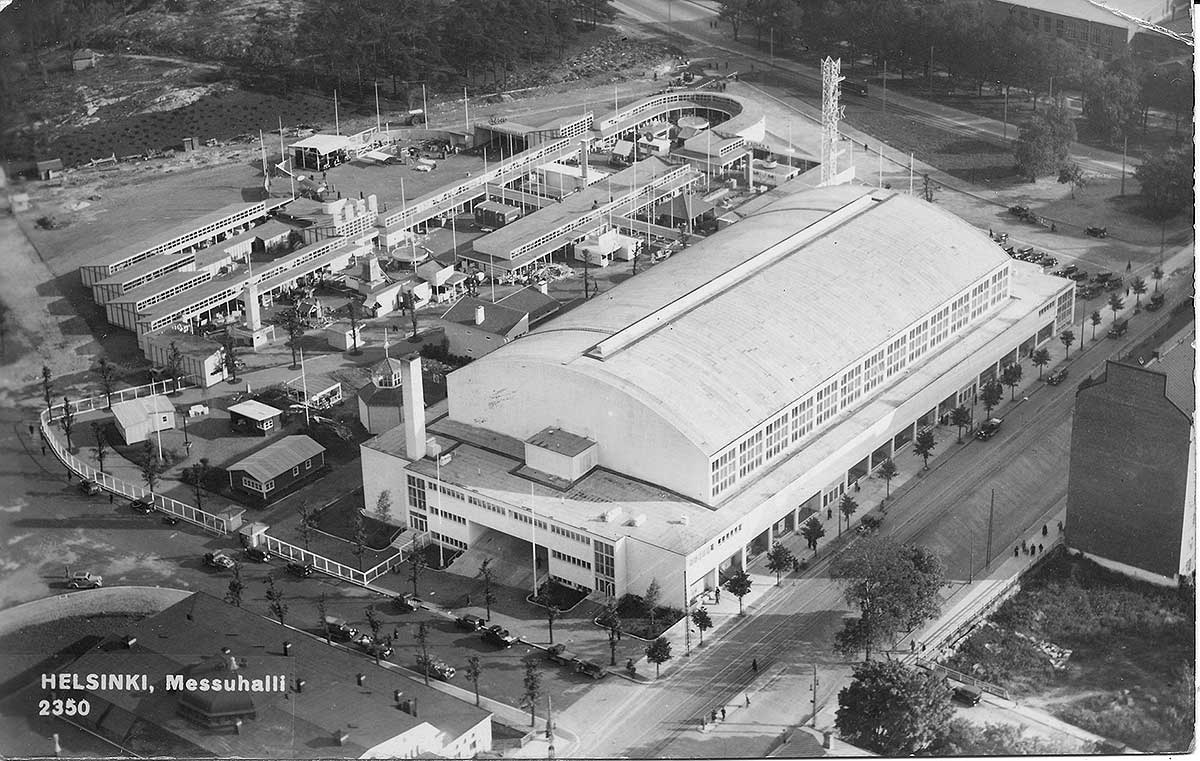
Mesuhalli

### Medaillenspiegel
| Platz | Land               | Gold | Silber | Bronze | Gesamt |
| ----- | ------------------ | ---- | ------ | ------ | ------ |
| 1     | Sowjetunion        | 6    | 2      | 2      | 10     |
| 2     | Schweden           | 3    | 4      | 1      | 8      |
| 3     | Ungarn             | 2    | 1      | 1      | 4      |
| 4     | Türkei             | 2    | –      | 1      | 3      |
| 5     | Vereinigte Staaten | 1    | 2      | 1      | 4      |
| 6     | Finnland           | 1    | 1      | 2      | 4      |
| 7     | Japan              | 1    | 1      | –      | 2      |
| 8     | Iran               | –    | 2      | 3      | 5      |
| 9     | Libanon            | –    | 1      | 1      | 2      |
| 9     | Tschechoslowakei   | –    | 1      | 1      | 2      |
| 11    | Italien            | –    | 1      | –      | 1      |
| 12    | Ägypten            | –    | –      | 1      | 1      |
| 12    | Großbritannien     | –    | –      | 1      | 1      |
| 12    | Indien             | –    | –      | 1      | 1      |

### Medaillengewinner
| Konkurrenz        | Gold                | Silber            | Bronze               |
| ----------------- | ------------------- | ----------------- | -------------------- |
| Fliegengewicht    | Hasan Gemici        | Yūshū Kitano      | Mahmoud Mollaghasemi |
| Bantamgewicht     | Shōhachi Ishii      | Rəşid Məmmədbəyov | Khashaba Jadhav      |
| Federgewicht      | Bayram Şit          | Nasser Givehchi   | Josiah Henson        |
| Leichtgewicht     | Olle Anderberg      | Jay Thomas Evans  | Jahanbakht Tofigh    |
| Weltergewicht     | William Smith       | Per Berlin        | Abdollah Mojtabavi   |
| Mittelgewicht     | Dawit Zimakuridse   | Gholamreza Takhti | György Gurics        |
| Halbschwergewicht | Viking Palm         | Henry Wittenberg  | Adil Atan            |
| Schwergewicht     | Arsen Mekokischwili | Bertil Antonsson  | Kenneth Richmond     |

| Konkurrenz        | Gold             | Silber              | Bronze            |
| ----------------- | ---------------- | ------------------- | ----------------- |
| Fliegengewicht    | Boris Gurewitsch | Ignazio Fabra       | Leo Honkala       |
| Bantamgewicht     | Imre Hódos       | Zakaria Chihab      | Artjom Terjan     |
| Federgewicht      | Jakow Punkin     | Imre Polyák         | Abdel Aal Rashid  |
| Leichtgewicht     | Schazam Safin    | Gustav Freij        | Mikuláš Athanasov |
| Weltergewicht     | Miklós Szilvási  | Gösta Andersson     | Khalil Taha       |
| Mittelgewicht     | Axel Grönberg    | Kalervo Rauhala     | Nikolai Below     |
| Halbschwergewicht | Kelpo Gröndahl   | Schalwa Tschikladse | Karl-Erik Nilsson |
| Schwergewicht     | Johannes Kotkas  | Josef Růžička       | Tauno Kovanen     |

## Ergebnisse Freistil

### Fliegengewicht (bis 52 kg)
| Platz | Land | Sportler             |
| ----- | ---- | -------------------- |
| 1     | TUR  | Hasan Gemici         |
| 2     | JPN  | Yūshū Kitano         |
| 3     | IRN  | Mahmoud Mollaghasemi |
| 4     | URS  | Georgi Sajadow       |
| 5     | GER  | Heinrich Weber       |
| 6     | RSA  | Louis Baise          |
| 7     | ITA  | Giordano De Giorgi   |
| 7     | USA  | Hugh Peery           |

Datum: 20. bis 23. Juli 1952 

16 Teilnehmer aus 16 Ländern

### Bantamgewicht (bis 57 kg)
| Platz | Land | Sportler                |
| ----- | ---- | ----------------------- |
| 1     | JPN  | Shōhachi Ishii          |
| 2     | URS  | Rəşid Məmmədbəyov       |
| 3     | IND  | Khashaba Jadhav         |
| 4     | SWE  | Edvin Vesterby          |
| 5     | TUR  | Cemil Sarıbacak         |
| 6     | HUN  | Lajos Bencze            |
| 7     | GER  | Ferdinand Schmitz       |
| 8     | IRN  | Mohammad Mehdi Yaghoubi |
|       |      |                         |
| 13    | SUI  | Paul Hänni              |

Datum: 20. bis 23. Juli 1952 

20 Teilnehmer aus 20 Ländern

### Federgewicht (bis 62 kg)
| Platz | Land | Sportler            |
| ----- | ---- | ------------------- |
| 1     | TUR  | Bayram Şit          |
| 2     | IRN  | Nasser Givehchi     |
| 3     | USA  | Josiah Henson       |
| 4     | IND  | Keshav Mangave      |
| 5     | JPN  | Risaburo Tominaga   |
| 6     | FIN  | Rauno Mäkinen       |
| 7     | EGY  | Abdel Fattah Essawi |
| 8     | CAN  | Armand Bernard      |
|       |      |                     |
| 13    | GER  | Rolf Ellerbrock     |

Datum: 20. bis 23. Juli 1952 

21 Teilnehmer aus 21 Ländern

### Leichtgewicht (bis 67 kg)
| Platz | Land | Sportler            |
| ----- | ---- | ------------------- |
| 1     | SWE  | Olle Anderberg      |
| 2     | USA  | Jay Thomas Evans    |
| 3     | IRN  | Jahanbakht Tofigh   |
| 4     | URS  | Armenak Jaltyrjan   |
| 5     | FIN  | Risto Talosela      |
| 6     | GER  | Heinrich Nettesheim |
| 7     | JPN  | Takeo Shimotori     |
| 8     | BEL  | Jan Cools           |
|       |      |                     |
| 13    | SUI  | Paul Besson         |

Datum: 20. bis 23. Juli 1952 

23 Teilnehmer aus 23 Ländern

### Weltergewicht (bis 73 kg)
| Platz | Land | Sportler              |
| ----- | ---- | --------------------- |
| 1     | USA  | William Smith         |
| 2     | SWE  | Per Berlin            |
| 3     | IRN  | Abdollah Mojtabavi    |
| 4     | ARG  | Alberto Longarella    |
| 5     | EGY  | Mohamed Hassan Moussa |
| 5     | TCH  | Vladislav Sekal       |
| 5     | JPN  | Tsugio Yamazaki       |
| 8     | FIN  | Aleksanteri Keisala   |
|       |      |                       |
| 10    | GER  | Anton Mackowiak       |
| 16    | SUI  | Daniel Hauser         |

Datum: 20. bis 23. Juli 1952 

23 Teilnehmer aus 23 Ländern

### Mittelgewicht (bis 79 kg)
| Platz | Land | Sportler          |
| ----- | ---- | ----------------- |
| 1     | URS  | Dawit Zimakuridse |
| 2     | IRN  | Gholamreza Takhti |
| 3     | HUN  | György Gurics     |
| 4     | GER  | Gustav Gocke      |
| 5     | TUR  | Haydar Zafer      |
| 6     | ARG  | León Genuth       |
| 6     | RSA  | Calie Reitz       |
| 8     | SWE  | Bengt Lindblad    |
|       |      |                   |
| 10    | SUI  | Felix Neuhaus     |

Datum: 20. bis 23. Juli 1952 

17 Teilnehmer aus 17 Ländern

### Halbschwergewicht (bis 87 kg)
| Platz | Land | Sportler         |
| ----- | ---- | ---------------- |
| 1     | SWE  | Viking Palm      |
| 2     | USA  | Henry Wittenberg |
| 3     | TUR  | Adil Atan        |
| 4     | URS  | August Englas    |
| 5     | IRN  | Abbas Zandi      |
| 6     | RSA  | Jan Theron       |
| 7     | FIN  | Paavo Sepponen   |
| 8     | GER  | Max Leichter     |
| 9     | SUI  | Willy Lardon     |

Datum: 20. bis 23. Juli 1952 

13 Teilnehmer aus 13 Ländern

### Schwergewicht (über 87 kg)
| Platz | Land | Sportler            |
| ----- | ---- | ------------------- |
| 1     | URS  | Arsen Mekokischwili |
| 2     | SWE  | Bertil Antonsson    |
| 3     | GBR  | Kenneth Richmond    |
| 4     | TUR  | İrfan Atan          |
| 5     | USA  | William Kerslake    |
| 6     | FIN  | Taisto Kangasniemi  |
| 7     | ITA  | Natale Vecchi       |
| 8     | GER  | Willi Waltner       |

Datum: 20. bis 23. Juli 1952 

13 Teilnehmer aus 13 Ländern

## Ergebnisse griechisch-römischer Stil

### Fliegengewicht (bis 52 kg)
| Platz | Land | Sportler           |
| ----- | ---- | ------------------ |
| 1     | URS  | Boris Gurewitsch   |
| 2     | ITA  | Ignazio Fabra      |
| 3     | FIN  | Leo Honkala        |
| 4     | GER  | Heinrich Weber     |
| 5     | EGY  | Mahmoud Omar Fawzy |
| 5     | SWE  | Bengt Johansson    |
| 7     | BEL  | Maurice Mewis      |
| 7     | YUG  | Borivoje Vukov     |
|       |      |                    |
| 12    | AUT  | Franz Brunner      |
| 12    | SAA  | Werner Zimmer      |

Datum: 24. bis 27. Juli 1952 

17 Teilnehmer aus 17 Ländern

### Bantamgewicht (bis 57 kg)
| Platz | Land | Sportler          |
| ----- | ---- | ----------------- |
| 1     | HUN  | Imre Hódos        |
| 2     | LIB  | Zakaria Chihab    |
| 3     | URS  | Artjom Terjan     |
| 4     | SWE  | Hubert Persson    |
| 5     | NOR  | Reidar Merli      |
| 6     | GER  | Ferdinand Schmitz |
| 7     | ROM  | Ion Popescu       |
| 8     | ITA  | Pietro Lombardi   |
|       |      |                   |
| 10    | SAA  | Norbert Kohler    |

Datum: 24. bis 27. Juli 1952 

17 Teilnehmer aus 17 Ländern

### Federgewicht (bis 62 kg)
| Platz | Land | Sportler              |
| ----- | ---- | --------------------- |
| 1     | URS  | Jakow Punkin          |
| 2     | HUN  | Imre Polyák           |
| 3     | EGY  | Abdel Aal Rashid      |
| 4     | ITA  | Umberto Trippa        |
| 5     | AUT  | Bartholomäus Brötzner |
| 6     | TUR  | Hasan Bozbey          |
| 7     | LIB  | Safi Taha             |
| 8     | FIN  | Erkki Talosela        |
|       |      |                       |
| 10    | GER  | Rolf Ellerbrock       |

Datum: 24. bis 27. Juli 1952 

17 Teilnehmer aus 17 Ländern

### Leichtgewicht (bis 67 kg)
| Platz | Land | Sportler            |
| ----- | ---- | ------------------- |
| 1     | URS  | Schazam Safin       |
| 2     | SWE  | Gustav Freij        |
| 3     | TCH  | Mikuláš Athanasov   |
| 4     | HUN  | Gyula Tarr          |
| 5     | ITA  | Franco Benedetti    |
| 5     | ROM  | Dumitru Cuc         |
| 5     | FIN  | Kalle Haapasalmi    |
| 8     | SAA  | Erich Schmidt       |
|       |      |                     |
| 15    | GER  | Heinrich Nettesheim |
| 15    | LUX  | Metty Scheitler     |

Datum: 24. bis 27. Juli 1952 

19 Teilnehmer aus 19 Ländern

### Weltergewicht (bis 73 kg)
| Platz | Land | Sportler             |
| ----- | ---- | -------------------- |
| 1     | HUN  | Miklós Szilvási      |
| 2     | SWE  | Gösta Andersson      |
| 3     | LIB  | Khalil Taha          |
| 4     | URS  | Semjon Maruschkin    |
| 5     | ROM  | Marin Belușica       |
| 5     | FRA  | René Chesneau        |
| 5     | ITA  | Osvaldo Riva         |
| 5     | TUR  | Ahmet Şenol          |
| 9     | GER  | Anton Mackowiak      |
|       |      |                      |
| 11    | AUT  | Gottfried Anglberger |
| 14    | LUX  | Henri Freylinger     |

Datum: 24. bis 27. Juli 1952 

18 Teilnehmer aus 18 Ländern

### Mittelgewicht (bis 79 kg)
| Platz | Land | Sportler         |
| ----- | ---- | ---------------- |
| 1     | SWE  | Axel Grönberg    |
| 2     | FIN  | Kalervo Rauhala  |
| 3     | URS  | Nikolai Below    |
| 4     | HUN  | Gyula Németi     |
| 5     | TUR  | Ali Özdemir      |
| 6     | ITA  | Ercole Gallegati |
| 7     | BEL  | Émile Courtois   |
| 8     | GER  | Gustav Gocke     |

Datum: 24. bis 27. Juli 1952 

11 Teilnehmer aus 11 Ländern

### Halbschwergewicht (bis 87 kg)
| Platz | Land | Sportler            |
| ----- | ---- | ------------------- |
| 1     | FIN  | Kelpo Gröndahl      |
| 2     | URS  | Schalwa Tschikladse |
| 3     | SWE  | Karl-Erik Nilsson   |
| 4     | HUN  | Gyula Kovács        |
| 5     | TUR  | İsmet Atlı          |
| 6     | ITA  | Umberto Silvestri   |
| 7     | LIB  | Michel Skaff        |
| 8     | ROM  | Ovidiu Forai        |
| 9     | GER  | Max Leichter        |
| 9     | LUX  | Josef Schummer      |

Datum: 24. bis 27. Juli 1952 

10 Teilnehmer aus 10 Ländern

### Schwergewicht (über 87 kg)
| Platz | Land | Sportler            |
| ----- | ---- | ------------------- |
| 1     | URS  | Johannes Kotkas     |
| 2     | TCH  | Josef Růžička       |
| 3     | FIN  | Tauno Kovanen       |
| 4     | GER  | Willi Waltner       |
| 5     | ROM  | Alexandru Șuli      |
| 6     | SWE  | Bengt Fahlkvist     |
| 6     | GRE  | Antonios Georgoulis |
| 8     | ITA  | Guido Fantoni       |

Datum: 24. bis 27. Juli 1952 

12 Teilnehmer aus 12 Ländern